# Joseph Illerhaus
Joseph Johannes Illerhaus (* 31. Januar 1903 in Hamborn; † 22. Dezember 1973 in Duisburg) war ein deutscher Politiker (CDU).

## Leben und Beruf
Bereits mit 16 Jahren verließ Illerhaus, der römisch-katholisch war, das Gymnasium ohne Abitur. Von 1919 bis 1933 arbeitete er zunächst für eine Genossenschaftsbank und später für eine Großbank. Danach machte er sich im Textileinzelhandel selbständig. Seit 1947 war er Vorsitzender (später Ehrenvorsitzender) des Einzelhandelsverbandes in Duisburg und Präsident des Einzelhandelsverbandes Nordrhein. 1950 wurde er Präsident des Bundesverbandes des Deutschen Textileinzelhandels und Vizepräsident der Industrie- und Handelskammer Duisburg. Daneben war er Vizepräsident des Hauptverbandes des Deutschen Einzelhandels (HDE) und 1966–1969 Präsident des HDE.
Joseph Illerhaus war in erster Ehe mit Hilde, geborene Herberhold († 1940) und in zweiter Ehe mit Helene, geborene Stalberg verheiratet.

## Politik
Vor 1933 gehörte Illerhaus dem Windthorstbund an, der Jugendorganisation der Deutschen Zentrumspartei. Zum 1. Mai 1933 trat er in die NSDAP ein (Mitgliedsnummer 2.787.040). 1945 beteiligte er sich an der Gründung der CDU.
Illerhaus war 1948 bis 1957 Ratsherr in Duisburg. Er gehörte dem Deutschen Bundestag von 1953 bis 1969 an. Er vertrat den Wahlkreis Rheydt – Mönchengladbach – Viersen (ab 1965: Wahlkreis Mönchengladbach) im Parlament.
Vom 27. Februar 1958 bis zum 21. Januar 1970 war Illerhaus auch Mitglied des Europaparlaments. Von 1959 bis 1961 war er dort Vorsitzender des Ausschusses für Fragen des Binnenmarktes der Gemeinschaft. Von März 1966 bis zu seinem Ausscheiden aus dem Parlament war er Vorsitzender der christlich-demokratischen Fraktion im Europaparlament.

## Ehrungen
Joseph Illerhaus erhielt zahlreiche Ehrungen darunter das Große Bundesverdienstkreuz des Verdienstordens der Bundesrepublik Deutschland. 1973 wurde er in Rom in den Ritterorden vom Heiligen Grab zu Jerusalem investiert.